# Соколова, Людмила Александровна
Людми́ла Алекса́ндровна Соколо́ва (род. 19 октября 1972, Волжский) — российская певица и актриса.
Исполняет песни в таких музыкальных направлениях как рэп, поп-рок, джаз, блюз и многих других. Людмила Соколова занимается сольной карьерой, принимает участие в различных телевизионных музыкальных проектах, а её репертуар включает в себя песни на шести языках. В 2010 году была награждена премией «Бог эфира» в номинации «Лучшая танцевальная композиция» за песню «Я Волна» (совместную работу с DJ Smash), а также является обладательницей престижной премии «Золотой граммофон».

## Биография
Людмила Соколова родилась в городе Волжский, (Волгоградская область) в семье музыкантов. Почти всё своё детство провела у бабушки, жившей в селе Филинское Вачского района Нижегородской области, которая воспитывала её, формируя характер и вкус в музыке (бабушка пела в деревенских хорах, и Людмила благодаря ей хорошо знает русские народные и военные песни). Значительное влияние на любовь Людмилы к искусству оказал её отец — певец и гитарист, сам изготавливающий гитары.
Уже с раннего возраста она любила музыку и пение. Будучи школьницей, Людмила пела песни из репертуара Аллы Пугачёвой, Лаймы Вайкуле, Тины Тёрнер, Уитни Хьюстон. Как вспоминает певица, её школьный учитель английского языка говорила, что у неё хорошая способность слышать фонетику звука.
Окончив музыкальную школу по классу фортепиано, Людмила Соколова участвовала во многих фестивалях и конкурсах по вокалу. Среднее образование ей дала Филинская средняя школа, а высшее образование она получила в Нижегородском лингвистическом университете имени Н. А. Добролюбова. Первой победой певицы стал гран-при Всероссийского конкурса молодых исполнителей «На Волне Волги» (1997).
Певица не замужем. Является матерью четверых детей.

## Карьера
- 1992 — совместная работа с поэтессой и модельером Татьяной Чурносовой
- 1992 — совместная работа с Нижегородским «Радио Престиж»
- 1997 — «Гран-при» на Всероссийском конкурсе молодых исполнителей «На Волне Волги», председателем жюри, которого являлся певец и композитор Игорь Николаев

- 2002 — запись звукового сопровождения к фильму «Лакомый кусочек»
- 2007 — приобретение прав на исполнение испанского хита Инмы Серрано[англ.] «Cantos de Sirena» («Песни русалки»)[6]

- 2008 — запись вокала для трэка DJ Smash «Новая Волна».

- 2009 — выпуск первого клипа с проектом Loggerhead на песню «Dial my number», его ротация на Муз-ТВ
- 2009 — съёмка в юмористическом кукольном шоу, аналоге известного «Маппет-шоу»
- в 2009 году Людмила выступила в качестве музыкального сопровождения на показах Volvo Fashion Week (в 2009 г. показ дизайнера Alina Assi. коллекция «Север — Юг»; в 2010 г. показ дизайнера Андрея Пономарева (PONOMAREV) Коллекция ПЕПЕЛ-ЗОЛА), и на Moscow Fashion Week (Показ сезона весна-лето 2014 дизайнера Андрея Пономарева), а также является постоянной гостьей и участницей ежегодных фестивалей Татьяны Иордан «Ритм..Звук..Образ»

- 2010 — начало сотрудничества с лейблом «Perpetuum Music»
- 2010 — лауреат музыкальной радиопремии «Бог Эфира 2010» в номинации «Лучший вокал» за песню «Новая волна»
- 2010 — участие в реалити-шоу «Давайте танцевать» на канале НТВ+

- 2012 — участие в концерте Стаса Михайлова в Кремле открытие майского open-air «360 минут музыки» во Дворце спорта «Лужники», где Соколова исполнила композицию «Новая Волна»[7]

- 2013 (февраль) — подписан контракт между певицей и Продюсерским Центром Игоря Матвиенко (композитор услышал её в итальянском ресторане «Марио», где Людмила проработала несколько лет)[4]
- 2013 — совместная работа с группой «Любэ»: песня «Долго» (муз. И. Матвиенко, стихи О. Ровная), получившая премию «Золотой граммофон»
- 2013 — выпуск видеоклипа на песню «Женская весна» (муз. И. Матвиенко, стихи Д. Поллыева)

- 2014 — участие в 3-м сезоне музыкального проекта «Голос» (дошла до четвертьфинала)[8]
- 2014 — участие в шоу «Живой Звук» на канале РОССИЯ, также участие в сезоне «Битвы Титанов» этого шоу.
- 2014 — выпуск песни «Знаю» (музыка Матвиенко И.; слова Ровная О.), ротация клипа на всех музыкальных каналах.

- 2015 — участие во 2-м сезоне телешоу «Точь-в-точь»[8]

- 2016 — выпуск песни «Сердце как стекло» (Автор слов и музыки: Александр Соколов)
- 2016 — выпуск песни «Я буду для тебя» (слова В.Савицкая, музыка — О.Нотман), ротация клипа на ведущих музыкальных каналах.

- 2017 — прекращение отношений с компанией «Velvet Music», возвращение к сотрудничеству с независимым лейблом «Perpetuum Music».
- 2017 — выпуск песни «Люда хочет войти» (слова: Антон Пустовой, Андрей Тимощик, музыка: Антон Пустовой), успех в крупнейших соцсетях, попадание песни в эфир радиостанций и телеканалов.
- 2017 — участие во втором сезоне телешоу «Три аккорда» на Первом канале.
- 2017 — сотрудничество с Еленой Ваенгой, совместные выступления, запись песни «Кони привередливые» (песня Владимира Высоцкого).

- 2018 — телевизионный и цифровой релиз видео «Кони привередливые», записанного на концерте, посвящённом 80-летию со дня рождения Владимира Высоцкого.
- 2018 — выпуск песни и видео «Я чувствую кожей» (автор музыки и текста: Надежда Новосадович), в записи дуэтной версии песни принял Севак Ханагян, представляющий Армению на фестивале «Евровидение» в 2018 году
- 2018 — выпуск песни «Я люблю твои глаза». Автор текста: Олег Томашевский, автор музыки: Александр Лунёв
- 2018 — участие во третьем сезоне телешоу «Три аккорда» (Первый канал) в качестве гостя: «Ты дарила мне розы» (дуэт с Дмитрием Певцовым), «Рюмка водки на столе» (сентябрь).
- 2018 — участие в фестивале «Славянский базар» в Витебске с качестве гостя сольного концерта Елены Ваенги.
- 2018 — начало сотрудничества с телеканалом «Ля Минор». Выход в эфир полуторачасового концерта-интервью.
- 2019 — начало сотрудничества с поэтом, композитором, саунд-продюсером Славой Трибуховским
- 2019 — релиз концерта «Мой путь» на YouTube, его эксклюзивная премьера на телеканале «Шансон ТВ»
- 2019 — начало сотрудничества с Александром Ягья, выпуск совместного сингла «Шёл дождь» в рамках дуэтного проекта «Параллельные»
- 2019 — выпуск концертного альбома Live!; песни и видеоклипа «Больше никогда», песни и видеоклипа «Младшая сестра»,  песни «На расстоянии» (в записи приняла участие певица из Казахстана Диана Шарапова).

- 2020 — выпуск мини-альбома DANCE!, который является первым официальным изданием нескольких танцевальных треков, записанных на английском и испанском языках в конце 2000-х.
- 2020 — участие в большом концерте шоу «Голос» в качестве гостя: «Proud Mary» (дуэт с Дарьей Антонюк)
- 2020 — участие в качестве артиста и сопродюсера в новом шоу «Живые Легенды» в Московском театре мюзикла
- 2020 — участие в 5-м сезоне шоу «Три аккорда» (Первый канал) в качестве гостя: «Твой зелёный педикюр» (дуэт с Сергеем Маховиковым)
- 2020 — выпуск мини-альбома «Не грусти», состоящего из ранее неизданных песен на русском и английском языках

- 2021 — премьера песни «Ты меня не оставляй» на стихи Андрея Вознесенского и музыку Раймонда Паулса, состоялась в День защитника Отечества на Первом Канале
- 2021 — участие в новом треке и клипе Моргенштерн и DJ Smash «Новая волна»
- 2021 — участие в 6-м сезоне шоу «Три аккорда» (Первый канал) в качестве гостя: «Где-то за тучами» (дуэт с Александром Добронравовым).
- 2021 — выпуск студийного альбома Я стала другой;  выпуск песни «Новые герои» (дуэт с Gleb Khan), «В твоё небо» и клипа «Я стала другой».
- 2021 — начало сотрудничества с Любовью Успенской, запись песни «Берега», выпуск клипа.
- 2021 — начало работы со шведским композитором Тимом Нореллом (автором песен и участником группы Secret Service); выпуск совместной песни «Anything for Love».
- 2022 — выпуск песни «В твоё небо» (автор: Наталья Лапина).
- 2022 — начало сотрудничества с Сергеем Куприком, выпуск песни «Клетка любви» (авторы: Марк Тайтлер, Наталья Михайловна Пляцковская)
- 2022 — участие в записи песни «Memories», вошедшей в EP «Всё о тебе» певицы Maranta.
- 2022 — сотрудничество с Александром Эгромжан, выпуск клипа «Это было красиво»

## Интересные факты
- Людмила Соколова — автор слов песни «Я падаю в небеса», в исполнении Валерия Леонтьева[6]. Её голос звучит на бэк-вокале в этой песне и новой версии песни «Маргарита».[значимость факта?]
- Ей довелось работать с такими звёздами джаза, как Сергей Манукян и Игорь Бутман[6].
- Благодаря DJ Smash с композицией «Я волна, новая волна», в которой звучит вокал Людмилы, образ её приобрел ореол таинственности. Исполнительницу в лицо и по имени не знали[3].
- Людмила Соколова работает как вокальный продюсер с молодыми и уже известными певицами, одной из них является Рагда Ханиева.[значимость факта?]
- Голос Людмилы Соколовой звучит в джинглах телерадиоканала «Страна FM»[значимость факта?]
- С одинаковой лёгкостью Людмила исполняет песни на русском, так и на 6 иностранных языках: английском, немецком, испанском, итальянском, французском и португальском[3][5].

## Дискография
| Оценки критиков       | Оценки критиков       |
| Источник              | Оценка                |
| Русскоязычные издания | Русскоязычные издания |
| --------------------- | --------------------- |
| Intermedia            | 7/10.                 |

- 2020 — LIVE![9]
- 2020 — DANCE! [EP]
- 2020 — Не грусти [EP]
- 2021 — Я стала другой
- 2023 — Оставить след
- 2025 — Когда любовь найдёшь